# Yuan-Harel-Lupski-Syndrom
Das Yuan-Harel-Lupski-Syndrom ist eine sehr seltene angeborene Erkrankung mit einer Verdoppelung (Duplikation) eines Abschnittes auf dem Chromosom 17. Es ähnelt dem Mikroduplikationssyndrom 17p11.2, hat aber zusätzlich Auffälligkeiten wie beim Morbus Charcot-Marie-Tooth Typ IA.
Synonyme sind: Dup(17)(p11.2p12); Mikroduplikationssyndrom 17p11.2p12; Trisomie 17p11.2-p12; Trisomie 17p11.2p12; englisch PMP22-RAI1 contiguous gene duplication syndrome; YUHAL syndrome.
Die Erstbeschreibung stammt aus dem Jahre 2015 durch die US-amerikanischen Ärzte und Wissenschaftler Bo Yuan, Tamar Harel, James R. Lupski und Mitarbeiter.

## Verbreitung
Die Häufigkeit wird mit unter 1 zu 1.000.000 angegeben, bislang wurde über mehr als 20 Betroffene berichtet. Die Vererbung erfolgt autosomal-dominant.

## Ursache
Der Erkrankung liegt eine Mikroduplikation auf Chromosom 17 Genort p12-p11.2 zugrunde.
Umschriebene Duplikation an p11.2 mit Beteiligung des RAI1-Genes führt zum Mikroduplikationssyndrom 17p11.2. Beim vorliegenden Syndrom sind weitere, angrenzende Gene, insbesondere das PMP22-Gen, mit betroffen, so dass es zu den Contiguous gene syndromes gehört.

## Klinische Erscheinungen
Klinische Kriterien sind:
- Manifestation im Kindesalter
- Entwicklungsverzögerung
- Muskelhypotonie
- Gedeihstörung
- kindliche Periphere Neuropathie mit Schwäche bis Atrophie in den Beinen, Gehstörung, Sensibilitätsstörung, verminderte bis fehlende Sehnenreflexe
- Fußfehlstellungen
- Gesichtsdysmorphie

Hinzu können Herzfehler, Nierenanomalien und Syringomyelie kommen.

## Diagnose
Die Diagnose ergibt sich aus der Kombination klinischer Befunde und kann durch humangenetische Untersuchung gesichert werden.

## Differentialdiagnostik
Abzugrenzen ist das Mikroduplikationssyndrom 17p11.2 mit einer Genduplikation gleichfalls auf dem Chromosom 17 an p11.2.